# Ставангер Ойлерс
«Ставангер Ойлерс» (норв. Stavanger Oilers) — хокейний клуб з міста Ставангер, Норвегія.

## Історія
Клуб заснований 10 листопада 2000 року фінськими робітниками. З 2001 команда розпочала свій шлях з аматорської ліги.
У сезоні 2002–03 «Ставангер Ойлерс» фінішував першим у першій лізі, маючи в пасиві лише одну поразку та підвищився до найвищого дивізіону.
У дебютному сезоні в ГЕТ-Лізі основу клубу складали фінські гравці та кілька молодих норвезьких хокеїстів. «Ойлерс» за підсумками регулярного чемпіонату потрапив до плей-оф, де обіграв «Тронгейм», а у півфіналі поступився в серії суху 0-3 «Сторгамар Дрегонс».
У другому сезоні клуб залишили лідери, а через провал в осінній частині першості, змінили головного тренера. У січні 2005 клуб очолив швед Гуннар Йоганссон. «Ойлерс» завершив першість на сьомому місці та вже у чвертьфіналі плей-оф поступились «Волерензі».
Наступного сезону клуб посилився шведськими гравцями, як результат «нафтовики» фінішували четвертими та у плей-оф вони спочатку здолали «Спарту», а у півфіналі «Стернен». У фіналі поступились «Волерензі» в чотирьох матчах.
У сезоні 2009–10 «Ойлерс» вперше виборює звання чемпіона. З 2012 по 2017 «нафтовики» шість разів поспіль стають чемпіонами Норвегії. У сезоні 2013–14 виграють Континентальний кубок.
Першість 2019–20 «Ставангер Ойлерс» регулярний чемпіонат виграв з відривом у 23 очки від другого призера «Сторгамар» але решта чемпіонату було скасовано 7 березня 2020 через пандемію COVID-19.

## Досягнення
ГЕТ-Ліга:
- (9)   2010, 2012, 2013, 2014, 2015, 2016, 2017, 2022, 2023

## Відомі гравці
- Крістіан Форсберг
- Генрік Солберг
- Рудолфс Балчерс